# Mahrs Bräu Bamberg

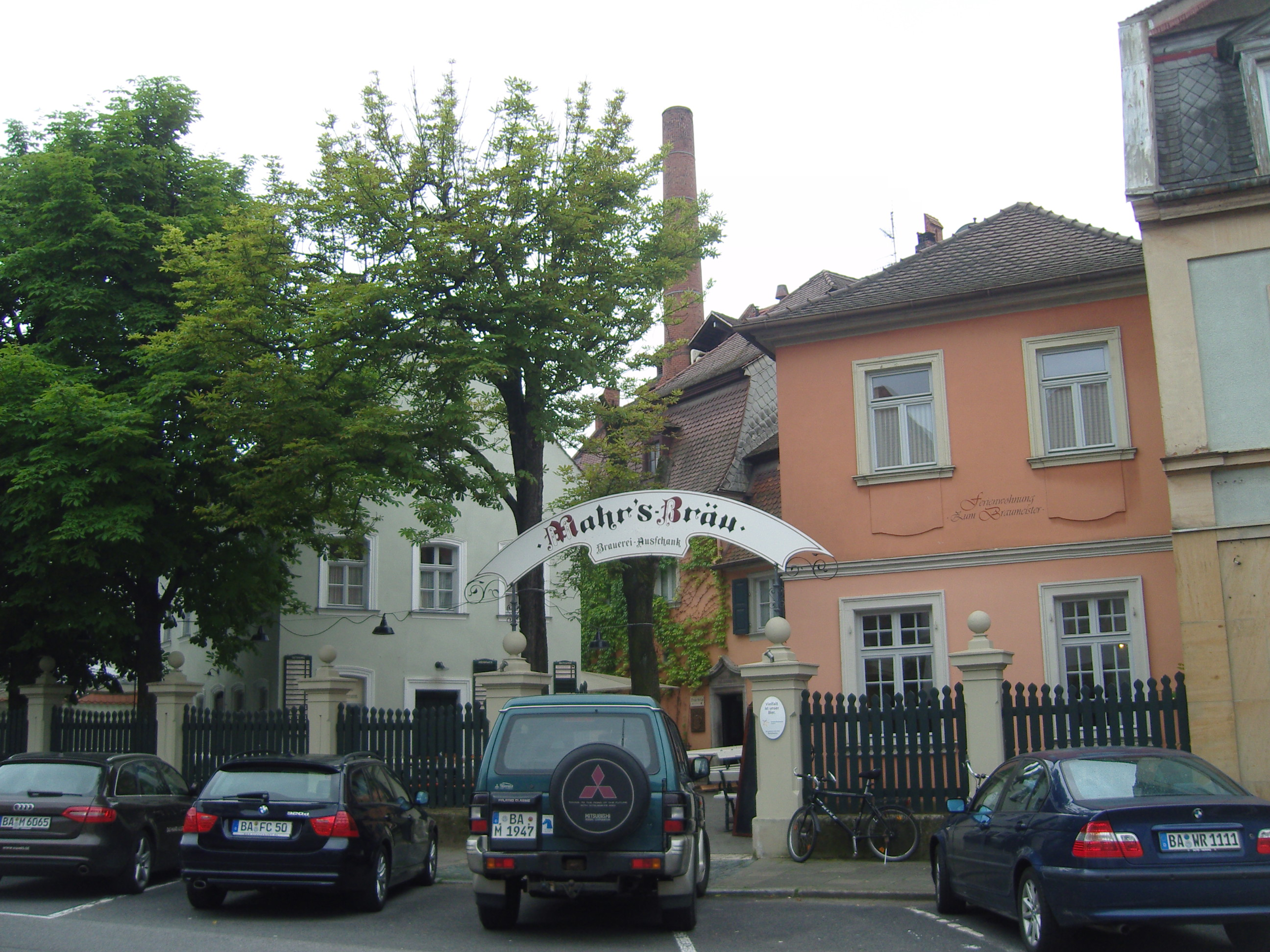
Brauhaus in der Wunderburg 10

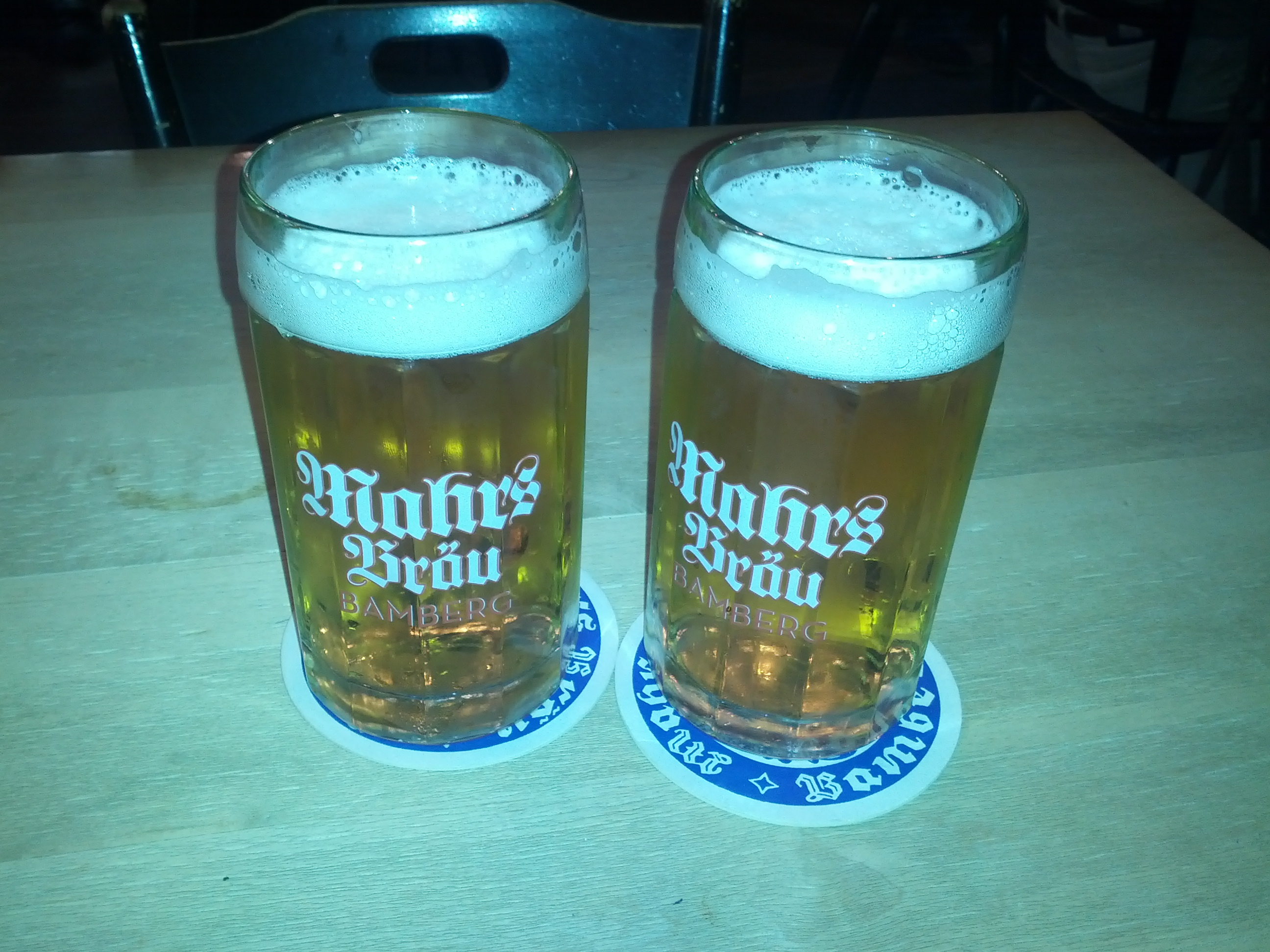
Bier der Brauerei

Die Mahrs Bräu Bamberg GmbH  ist eine Brauerei im oberfränkischen Bamberg. Seit 1895 ist sie im Besitz der Familie Michel. Pro Jahr werden in der Braustätte etwa 23.000 Hektoliter Bier hergestellt. Die Brauerei ist Mitglied im Brauring, einer Kooperationsgesellschaft privater Brauereien aus Deutschland, Österreich und der Schweiz.

## Geschichte
Die Geschichte der Brauerei Mahrs reicht bis in das 16. Jahrhundert zurück. Bereits 1541 erwarb Hans Ziegler ein Grundstück von Michael Schneider, was später unter dem Namen Ziegelhütte bekannt wurde. Der Zweidlerplan, die früheste gedruckte Stadtansicht Bambergs von Petrus Zweidler, zeigt dort 1602 ein Brauhaus mitsamt Gasthof. Die Braustätte wurde während des Dreißigjährigen Krieges beträchtlich zerstört und brannte 1650 vollständig ab. 1670 wurde die Brauerei erstmals urkundlich erwähnt, und 1683 wurde das Brauhaus unter dem Namen Ziegelhütte an seinem heutigen Standort in der Wunderburg wiederaufgebaut.
Zwischen 1716 und 1798 befand sich das Brauhaus im Besitz der Familie Steinfeld. Durch die Heirat mit Regina Steinfeld übernahm Kaspar Eberlein die Führung der Braustätte. Durch ihn entstand 1826 ein Neubau, in dem die Gastwirtschaft und das ab diesem Zeitpunkt Zum Brenner genannte Brauhaus unterkamen. Nach Kaspar Eberleins Tod wurde die Brauerei durch den Ehemann seiner Tochter geführt, bis sie schließlich 1837 zum Verkauf ausgeschrieben wurde. Der heutige Name der Brauerei geht auf den Käufer Karl Mahr zurück, der das Anwesen 1840 erwarb. Die Ära Michel begann mit dem Erwerb der Brauerei in der Wunderburg mitsamt Felsenkeller am Stephansberg 1895 durch Johann Michel junior.
1908 wurde das Brauereigebäude in der Wunderburg abgerissen und durch das heute unter Denkmalschutz stehende Backsteingebäude ersetzt. Der Kamin für das Sudwerk maß nun 32 Meter. Die hohen Investitionen forderten bald ihren Tribut. 1913 geriet das Unternehmen in Konkurs und wurde zwangsversteigert. Es wurde von Elise Michel, Johann Michels dritter Ehefrau, zurückgekauft. Damit blieb die Brauerei in Familienbesitz. Nach kriegsbedingter Pause nahm das Unternehmen 1949 mit der Zurückerlangung der Braulizenz die Produktion wieder auf. Schließlich wurde 1957 die Firma Mahrs Bräu Bamberg, Gebr. Michel OHG unter der Leitung von Albert und Wilhelm Michel, Söhne Elise Michels, gegründet. 1971 übernahm mit Ingmar Michel die dritte Generation die Führung über die Brauerei. Seit 2016 ist Stephan Michel der alleinige Geschäftsführer des Mahrs Bräu.

## Produkte
Das Besondere am hauseigenen „Ungespundeten“ ist das drucklose Lagern, was dazu führt, dass sich die Kohlensäure nur durch den statischen Innendruck im Tank an das Bier binden kann. Eine Folge davon ist der geringe Kohlenstoffdioxidgehalt von nur 4 Gramm/Liter. Traditionell wird das „U“ aus Eichenholzfässern gezapft.
Seit 2017 setzt Mahrs Bräu wieder auf das Flaschendesign aus den 1960er Jahren. Unter dem Motto „Oben Ohne“ und „Back to the Roots“ wird mehr auf klassisches einfaches Design geachtet.

### Biersorten
Produzierte Sorten sind aktuell (2025):
- Mahrs Kellerbier Ungespundet (das sogenannte „U“)
- Mahrs Pils
- Mahrs Sommerpils
- Mahrs Helles
- Mahrs Radler
- Mahrs Heller Bock
- Mahrs Weisser Bock
- Mahrs E.T.A. Dunkles Lager